# Río Snov
El río Snov (en ruso y ucraniano: Снов) es un río en el óblast de Briansk en Rusia y el óblast de Chernígov en Ucrania, afluente por la derecha del Desná (cuenca del Dniéper). La longitud del río es de 253 km. La superficie de su cuenca hidrográfica alcanza los 8.700 km². El Snov se congela entre noviembre y finales de enero y permanece congelado hasta marzo o principios de abril.